# Hemidactylus bouvieri
Espèce
Synonymes
- Emydactylus bouvieri Bocourt, 1870
- Hemidactylus cessacii Bocage, 1873
- Hemidactylus boavistensis Boulenger, 1906
- Hemidactylus chevalieri Angel, 1935

Statut de conservation UICN

 CR B1ab(iii) : 
En danger critique
Hemidactylus bouvieri est une espèce de geckos de la famille des Gekkonidae.

## Répartition
Cette espèce est endémique des îles du Cap-Vert.

## Liste des sous-espèces
Selon The Reptile Database (3 octobre 2012), trois sous-espèces sont reconnues :
- Hemidactylus bouvieri boavistensis Boulenger, 1906 ;
- Hemidactylus bouvieri bouvieri (Bocourt, 1870) ;
- Hemidactylus bouvieri razoensis Gruber & Schleich, 1982.

## Étymologie
Cette espèce est nommée en l'honneur d'Aimé Bouvier.

## Philatélie
Cette espèce a été représentée sur un timbre du Cap-Vert en 1986.

## Publications originales
- Bocourt, 1870 : Description de quelques sauriens nouveaux originaires de l'Amérique méridionale. Nouvelles Archives du Muséum d'Histoire Naturelle de Paris, vol. 6, p. 11-18 (texte intégral).
- Boulenger, 1906 : Report on the reptiles collected by the late L. Fea in West Africa. Annali del Museo Civico di Storia Naturale di Genova, sér. 3, vol. 2, p. 196-216 (texte intégral).
- Gruber & Schleich, 1982 : Hemidactylus bouvieri razoensis nov. ssp. von den Kapverdischen. Spixiana, vol. 5, no 3, p. 303-310 (texte intégral).